# Jacek Hajduk
Jacek Hajduk (* 1982 in Krynica-Zdrój, Polen) ist ein polnischer Schriftsteller, Übersetzer und Klassischer Philologe, Doktor der Geisteswissenschaften auf dem Gebiet der Literaturwissenschaft, Assistenzprofessor am Institut für Klassische Philologie der Universität Krakau. 

## Leben
Autor von Büchern inkl. über Jerzy Stempowski, Gustaw Herling-Grudziński und Stanisław Vincenz. Er übersetzte den Kanon von Konstandinos Kawafis Gedichten ins Polnische. Er übersetzte auch Ovid, Plinius der Jüngere und Giorgos Seferis sowie traditionelle chinesische Gedichte – Wang Wei, Du Fu und Li Bai. Seine Texte wurden ins Englische, Deutsche, Ukrainische und Chinesische übersetzt. Mitglied des PEN Club. Popularisiert das Wissen über die Antike.
In den Jahren 2018 bis 2020 war er Chefredakteur der vierteljährlichen "Czas Literatury".
Seine Aufsätze werden auf Deutsch im Portal "Dialog Forum" veröffentlicht.

## Bücher (auf Polnisch)
- Józef Wittlin w Ameryce. Klasycznie obcy, Wydawnictwo WIĘŹ, Warszawa 2023 (ISBN 978-8-366-76966-3).
- Dziennik Roku Szczura, Wydawnictwo KEW, Wojnowice/Wrocław 2022.
- Wolność słoneczna, Wydawnictwo KEW, Wojnowice/Wrocław 2020.
- W rejony mroku, Wydawnictwo KEW, Wojnowice/Wrocław 2017.
- Fantazje mimowolnego podróżnika, Wydawnictwo KEW, Wojnowice/Wrocław 2016.
- Petroniusza sztuka narracji, Wydawnictwo Uniwersytetu Jagiellońskiego, Kraków 2015.
- Parnicki, Malewska i długie trwanie, Wydawnictwo Uniwersytetu Jagiellońskiego, Kraków 2014.
- K. Kavafis, Kanon (154 wiersze), Wydawnictwo KEW, Wojnowice/Wrocław 2014 (Übersetzung ins Polnische).
- Kawafis. Świat poetycki, Wydawnictwo Homini, Kraków 2013.
- Pliniusz Młodszy, Wydawnictwo Novae Res, Gdynia 2012.

## Auszeichnungen
- 2021: Kraków City of Literature UNESCO (Polen)
- 2018: Union od Polish Writers Abroad Literary Award (Großbritannien)
- 2018: Kreativstipendium der Stadt Krakau (Polen)
- 2017: Nominierung für Posener Literaturpreis (Polen)
- 2015: Preis des Ministeriums für Kultur und Staatsangehörige "Das Junge Polen" (Polen)